# 콜 서드더스
콜 서더스(Kohl Sudduth, 1974년 8월 8일 ~ )는 미국의 배우이다.

## 영화
- 제시 스톤: 로스트 인 파라다이스 (2015년)
- 폴 투 라이즈 (2014년) - 라이언 렌윅 역
- 악명높은 베티 페이지 (2005년)
- 와일드 클럽 (2002년)
- 테이블 원 (2000년)
- 로드 트립 (2000년)
- 보우핑거 (1999년)
- 스튜디오 54 (1998년)
- 일루미나타 (1998년)
- 라운더스 (1998년)